# 特韋比特霍內特峰
61°33′28″N 8°18′25″E / 61.55778°N 8.30694°E

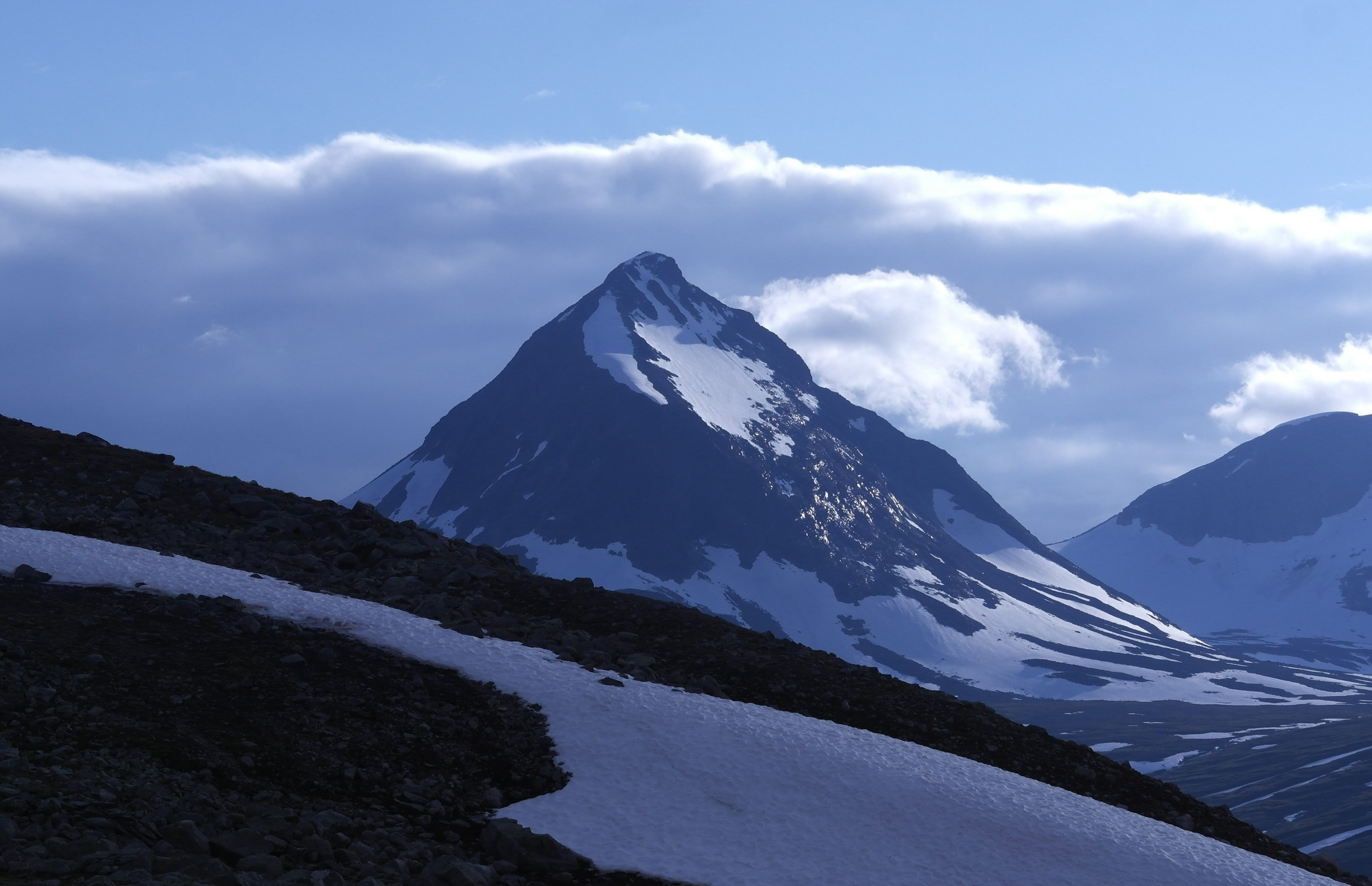

特韋比特霍內特峰是挪威的山峰，位於該國東南部內陸郡，處於洛姆，屬於尤通黑門山脈的一部分，海拔高度1,609米，受凍原氣候影響。